# Giorgia Campana
Giorgia Campana (Roma, 16 maggio 1995) è un'ex ginnasta italiana, medaglia di bronzo con la nazionale italiana ai Campionati Europei di Bruxelles e per tre volte consecutive campionessa italiana alle parallele asimmetriche (nel 2012, nel 2013 e nel 2014).
Nell'estate del 2012 ha rappresentato il suo paese ai Giochi Olimpici di Londra.
Dal 9 settembre 2013 è caporale dell'Esercito italiano, membro della squadra femminile del Centro Sportivo Olimpico dell’Esercito.

## Carriera
Dopo una breve esperienza nel nuoto, su consiglio dalla madre di un'amica, Giorgia inizia a praticare Ginnastica artistica all'età di sette anni, presso una palestra di Roma.
Da settembre 2004 inizia ad allenarsi presso il Centro CONI all'Acqua Acetosa di Roma, seguita dai tecnici Chiara Ferrazzi e Mauro di Rienzo. Insieme a Chiara Gandolfi e Ilaria Bombelli, è l'atleta di punta della Olos Gym 2000, protagonista negli ultimi anni di una risalita dalla Serie B alla A1.

### 2009-2010
Ai Campionati nazionali assoluti di Meda 2009 Giorgia si qualifica 11ª nel concorso generale e 6ª alle Parallele asimmetriche.
Ai Campionati Assoluti di Ancona 2010 si qualifica 4ª a trave e 4ª alle parallele asimmetriche. A "Ville D'Arque" (Francia) partecipa al 15º Torneo Internazionale qualificandosi 3ª alle parallele.

### 2011: Promozione in Serie A1
Il 5 marzo partecipa alla seconda tappa di Campionato Serie A2 a Bari. La Olos Gym 2000 si posiziona al primo posto della classifica a squadre (con 104 700 punti), alla pari con la Ginnica Giglio, posizionandosi entrambe a quota 42 "punti speciali". Individualmente Giorgia ottiene il punteggio più alto della gara al volteggio (14 100) e il secondo più alto alle parallele asimmetriche (14 050), dietro solamente alla compagna di squadra Chiara Gandolfi (14 300). Una caduta le fa ottenere un basso 11 900 alla trave, ma riesce comunque ad arrivare prima nella classifica "virtuale" dell'evento, staccando di oltre due decimi la seconda classificata Jessica Mattoni.
A causa di un problema ad un dito di una mano e al piede destro, avuti dopo un doppio carpio in allenamento poco più di una settimana prima, è impossibilitata a partecipare al suo primo incontro internazionale da senior, il Trofeo Città di Jesolo.
Per la terza tappa di Campionato A2 svoltasi a Padova il 16 aprile, appena recuperata dopo la contusione di Jesolo, compete solo alle parallele asimmetriche, dove ottiene un buon 14 100 e si classifica seconda all'attrezzo. Con un punteggio complessivo di 106 200, la Olos Gym 2000 stacca la seconda classificata di 7 350 decimi.
Con la Olos arrivano al secondo posto nella Serie A2, salendo sul podio dietro alla Ginnica Giglio. Individualmente, Giorgia svolge dei buoni esercizi alle parallele asimmetriche (13 800) e alla trave (13 550), i più alti dell'intera competizione.
Partecipa ad un incontro a Madrid (Spagna) fra Spagna, Italia e Portogallo. La squadra italiana si piazza 2ª. Giorgia è 9ª nel concorso generale. Partecipa ad un altro incontro internazionale a Chaumont (Francia) fra Francia e Italia. L'Italia è 2ª e Giorgia è 9ª nel concorso generale.

#### 43esimi Campionati Mondiali di Tokyo
Partecipa, nell'ottobre 2011, ai Campionati Mondiali di Tokyo, prima tappa di qualificazioni per le Olimpiadi. Le prime otto squadre classificate nel concorso maschile e femminile si qualificheranno direttamente per il concorso a squadre dei Giochi, quelle classificate tra il nono e il sedicesimo posto parteciperanno al Test Event Pre-Olimpico, in programma tra il 10 e il 18 gennaio 2012, che qualificherà altre quattro squadre.
La squadra italiana, ottenendo complessivamente 219 578 punti, chiude in 9ª posizione nel concorso di qualificazione ai Campionati del Mondo di Tokyo e manca per un soffio la finale ad otto, nonché l'ammissione diretta ai Giochi Olimpici di Londra.
A Catania al Grand Prix della Ginnastica “Rana Gioiaverde Cup” si classifica 3ª alle parallele asimmetriche.
Nel successivo incontro di Mortara – Pre Test Event è 9ª nel concorso generale.

### 2012: Assoluti di Catania, Europei di Bruxelles, Olimpiadi di Londra
Il 10 marzo partecipa alla prima tappa di Campionato A1 a Bari. Queste gare di campionato, insieme al Trofeo Città di Jesolo che si svolgerà alla fine del mese corrente, sono delle prove che serviranno per decidere i nomi degli atleti che parteciperanno alle Olimpiadi. La Olos Gym 2000, società di cui fa parte Giorgia, si posiziona al quarto posto nella classifica a squadre (punteggio complessivo: 158,650) dietro alla vincente Brixia Brescia (166,950), alla Pro Lissone (159,250) e alla GAL Lissone (159,150). Individualmente, con un punteggio complessivo di 53.700, arriva all'ottavo posto nella classifica "virtuale" dell'evento (12.850 al corpo libero, 13.100 al volteggio, 13,300 alla trave). Inoltre, con 14.450 punti, arriva prima alle parallele asimmetriche, staccando la seconda classificata Vanessa Ferrari di cinque centesimi.
Per la seconda tappa di campionato A1, svoltasi a Firenze il 24 marzo, con un punteggio complessivo di 154.650, la Olos Gym 2000 si piazza al quinto posto. Individualmente, col complessivo di 54.200 punti (13.300 al volteggio, 14.150 alle parallele, 13.750 alla trave e 13.000 al corpo libero) finisce il concorso generale "virtuale" al terzo posto.
Partecipa al Trofeo Città di Jesolo del 31 marzo, competendo in tutti e quattro gli attrezzi e arrivando tredicesima nella classifica generale individuale (54,850 punti, quarta tra le convocate italiane). Grazie ad una buona prestazione alle parallele asimmetriche, ottiene il quarto punteggio più alto dell'attrezzo: 14.300 punti. Buona anche la prestazione alla trave (14.450). L'Italia, con un punteggio complessivo di 224.250, chiude al secondo posto.
Il 21 aprile compete nella finale del Campionato di Serie A1. Individualmente arriva sesta nel concorso generale individuale "virtuale", grazie a delle buone prestazioni a parallele (14.150) e trave 14.300).

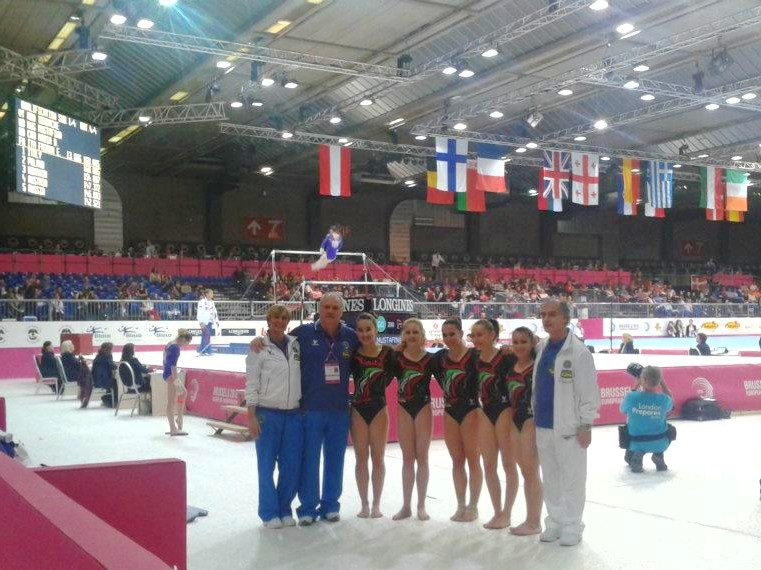
La Nazionale italiana ai Campionati europei di ginnastica artistica femminile 2012

Viene convocata per far parte della squadra nazionale che competerà ai Campionati Europei di Bruxelles dal 9 al 13 maggio. Con l'Italia, grazie ad un punteggio complessivo di 168.005, si qualifica per la finale a squadre al quarto posto. Il 12 maggio, con un punteggio complessivo di 171.430, conquista il bronzo nella finale a squadre.
Il 16 giugno compete ai Campionati Assoluti di Catania. Si qualifica per la finale alle parallele asimmetriche (14,200 punti) ed è la prima riserva alla trave (13,100). Il 17 giugno, durante le finali di specialità, diventa campionessa italiana alle parallele con 14,200 punti, staccando di due decimi la seconda classificata Vanessa Ferrari.
Il 18 luglio 2012, insieme alle connazionali Vanessa Ferrari, Erika Fasana, Carlotta Ferlito ed Elisabetta Preziosa entra a far parte della squadra olimpica che parteciperà ai Giochi della XXX Olimpiade.
Il 29 luglio inizia la sua avventura olimpica. Nella giornata preliminare compete come specialista alle parallele asimmetriche e si qualifica settima con la nazionale italiana. Cade nel doppio teso di uscita alle parallele asimmetriche e ottiene 12.766, non sufficienti per qualificarsi nella finale ad attrezzo.
Nella finale a squadra alle parallele asimmetriche fa un buon esercizio che aiuta la squadra a confermare la settima posizione.
Il 1º dicembre è stata invitata a partecipare a una tappa dell’Extraliga, la serie A della Repubblica Ceca, come membro della TJ Bohemians di Praga. Commette un grave errore alle parallele asimmetriche, suo attrezzo di punta, che le danno un decimo circa di penalità e ottiene solo un 12.500. Buone le esecuzioni negli altri tre attrezzi (13.150 al volteggio, 13.150 al corpo libero e 13.100 alla trave) che la fanno posizionare al terzo posto nel concorso generale individuale con un totale di 51.900 punti.

### 2013: Europei di Mosca, Assoluti di Ancona, XVII Giochi del Mediterraneo

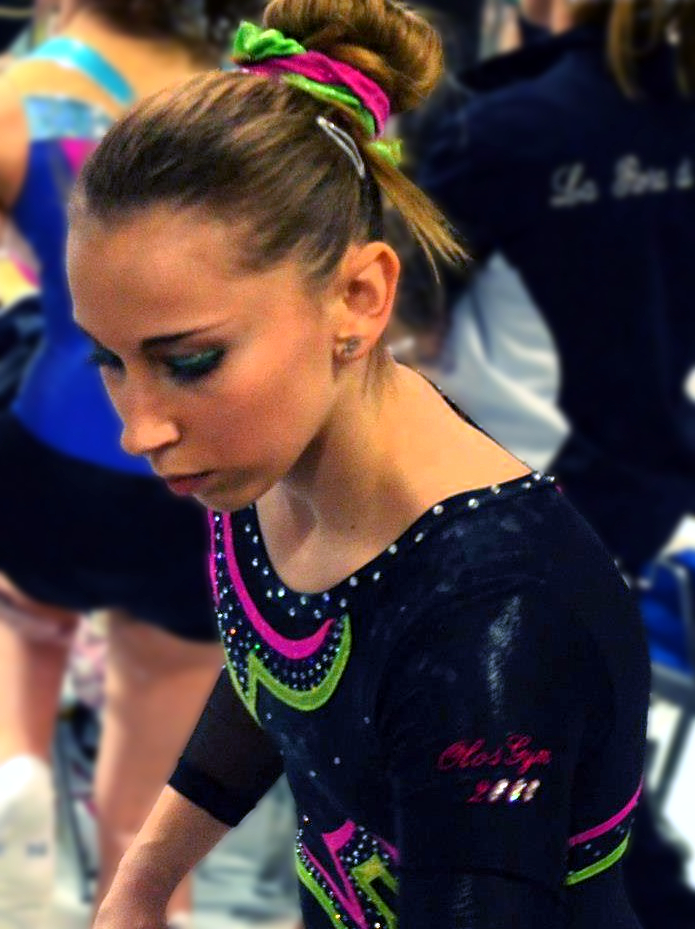
Giorgia Campana durante il Campionato di Serie A1 2013.

Nel mese di marzo partecipa al VI Trofeo Internazionale di Jesolo. La squadra italiana guadagna il secondo posto con il punteggio di 221.350 alle spalle degli Stati Uniti. Nelle finali di specialità alle parallele asimmetriche con il punteggio di 13.950 è seconda dietro la statunitense Kyla Ross.
L'11 aprile insieme a Carlotta Ferlito, Elisa Meneghini e Vanessa Ferrari viene convocata per partecipare ai Campionati Europei di Mosca. Si qualifica al 9º posto nel concorso individuale, quarta a pari merito nella finale di specialità alla trave (in cui non gareggia, per la regola "two-per-country": alle finali ad attrezzo sono ammessi solo due atleti per ogni nazione), e al 7º posto nella finale di specialità alle parallele asimmetriche. Il giorno successivo gareggia nel concorso individuale All Around: per qualche sbilanciamento di troppo alla trave si piazza all'undicesima posizione. Nella finale alle parallele asimmetriche riesce a centrare la quinta posizione dietro le grandi atlete d'Europa come Aliya Mustafina e Anastasija Grišina.
Ai Campionati Assoluti 2013 conquista il terzo piazzamento nel concorso generale, dopo Tea Ugrin e Elisa Meneghini. Nelle finali di specialità, mantiene la supremazia alle parallele, con un punteggio di 14.050, distaccando di quasi mezzo punto Chiara Gandolfi e di quasi un punto Giulia Leni.
Insieme a Vanessa Ferrari, Giulia Leni, Elisabetta Preziosa e Chiara Gandolfi viene scelta per partecipare ai XVII Giochi del Mediterraneo a Mersin dal 21 al 24 giugno. Durante la giornata di qualificazione, valida anche come finale del concorso a squadre, Giorgia esegue dei buoni esercizi su tutti gli attrezzi ad eccezione del corpo libero, dove ottiene 12.333 punti. Vince l'oro con la squadra Italiana, che stacca di circa 7 punti la seconda classificata Francia. Nonostante la caduta riesce a qualificarsi al secondo posto per la finale del concorso individuale (54.498 punti), prima alla trave e seconda a parallele. Il 23 giugno partecipa alla finale individuale. Al termine della terza rotazione è in lizza per un meritatissimo argento, grazie soprattutto ad una trave di alto punteggio nonostante un paio di squilibri (14.066 punti). Al corpo libero, però, commette un grave errore e finisce la gara al quarto posto, superata dalla connazionale Vanessa Ferrari, dalla spagnola Maria Paula Vargas e dalla francese Valentine Sabatou. Il 24 giugno compete nella finale di specialità alle parallele asimmetriche dove conquista la medaglia di bronzo con il punteggio di 13.700 e uno straordinario oro a trave (14.533) confermando i grandi miglioramenti fatti sui 10 cm negli ultimi mesi. La romana riscatta così la figura opaca delle parallele asimmetriche, dove da favorita ha conquistato solo un bronzo.
Il 18 agosto, provando lo Jäger alle parallele asimmetriche in allenamento, la ginnasta cade, fratturandosi il gomito sinistro a seguito di una lussazione con distacco di un tendine; questo mette a repentaglio la partecipazione agli eventi immediatamente prossimi, come i mondiali di Anversa. Il trattamento dell'infortunio prevede 3 settimane di ingessatura, seguita da una riabilitazione fisioterapica.
Il 9 settembre abbandona la Nuova Tor Sapienza per tesserarsi con il Centro sportivo olimpico dell'Esercito.

### 2014: Serie A1, VII Trofeo Città di Jesolo; Europei di Sofia; Assoluti di Ancona; Novara Cup; Golden League; Mondiali di Nanchino
L'8 febbraio esordisce dopo l'infortunio nella prima tappa di serie A1 2014 a Firenze, con la Olos Gym 2000 che sale sul secondo gradino del podio. Ottiene il secondo miglior punteggio della giornata alle parallele (13,500) ed il terzo alla trave (13,950); al corpo libero ottiene 13,000 punti e al volteggio 13,800: con un totale personale di 54,250 è la terza migliore della giornata.
L'8 marzo partecipa alla seconda tappa del campionato di Serie A1, a Torino; ottiene il miglior punteggio di giornata alle parallele (13,700) a pari merito con Erika Fasana e con un totale personale di 53,300 è la quarta migliore ginnasta della giornata.
Viene convocata a far parte della squadra italiana che gareggia al VII Trofeo Città di Jesolo, insieme a Erika Fasana, Martina Rizzelli, Lara Mori, Lavinia Marongiu e Elisa Meneghini.
Il 22 marzo si tiene la gara a squadre e individuale: l'Italia chiude al secondo posto con il punteggio di 221,500, dietro agli Stati Uniti. Con il punteggio complessivo di 54,650 (corpo libero: 13,200; volteggio: 13,750; parallele: 13.700; trave: 14.000) Giorgia chiude in 12ª posizione nella classifica individuale, terza migliore tra le italiane, e si qualifica per le finali a parallele e trave.
Il 23 marzo partecipa alle finali di specialità: con il punteggio di 14,000 ottiene la medaglia di bronzo alle parallele asimmetriche; alla trave invece un 13,133, a causa di una caduta.
Il 5 aprile si tiene la finale di campionato di Serie A1, a Desio: la Olos Gym 2000, con il punteggio di 159,150 sale per la prima volta nella sua storia sul gradino più alto del podio. Giorgia è la seconda migliore atleta di giornata, con un totale personale di 54,450 punti: 14,200 alle parallele, 13,000 alla trave (con una caduta), 13,300 al corpo libero e 13,950 al volteggio.
Con 63 punti complessivi, nelle tre tappe di campionato, la Olos Gym 2000 è la seconda miglior squadra d'Italia dietro solo alla Brixia Brescia.
Il 30 aprile la Campana viene convocata insieme a Erika Fasana, Martina Rizzelli, Elisa Meneghini e Vanessa Ferrari per far parte della squadra italiana senior per gli Europei di Sofia. Il 15 maggio si tiene la prima giornata di qualificazione; la Campana gareggia a parallele (13,866) e alla trave (13,300): l'Italia conclude le qualificazioni in quarta posizione. Nella finale a squadre ottiene 13,833 punti alle parallele e 12,500 alla trave; la nazionale italiana termina al 5º posto.
Il 31 maggio la Campana compete ai Campionati Assoluti di Ancona. Con il punteggio complessivo di 53,450 chiude il concorso generale in quarta posizione. Si qualifica per la finale a parallele con il primo punteggio (14,400): il 1º giugno si conferma, per il terzo anno consecutivo, campionessa italiana assoluta a parallele, con il punteggio di 13,700.
Nel mese di settembre partecipa alla 1ª edizione della Novara Cup, incontro amichevole con Spagna, Svezia e Belgio. Gareggia come individualista solo su due attrezzi, ottenendo 13,900 al volteggio e 13,750 alla trave (il punteggio più alto fra le italiane, dietro solo a Vanessa Ferrari).
La Campana viene poi convocata alla Golden League: il 12 settembre viene assegnata per sorteggio alla Ginnastica Artistica Lissonese. Il 13 settembre compete su tutti e quattro gli attrezzi e chiude al quarto posto il concorso individuale con il punteggio di 54.050 dietro a Erika Fasana, Elisa Meneghini, Vanessa Ferrari. Contribuisce così all'argento della Ginnastica Artistica Lissonese dietro solo alla Brixia Brescia. Nel giorno delle finali di specialità con il punteggio di 14.050 vince la medaglia d'oro alle parallele.
Nel mese di ottobre viene scelta come membro della squadra nazionale italiana per i mondiali di Nanchino (Cina). Durante la giornata di qualificazione compete a trave, volteggio e parallele riportando dei buoni punteggi. Grazie anche al suo contributo l'Italia accede alla finale a squadre. L'Italia chiude la finale a squadre con uno storico quinto posto.
Nel mese di novembre partecipa alla Massilia Cup a Marsiglia insieme a Carlotta Ferlito, Lara Mori e Sofia Bonistalli. L'Italia sale sul gradino più alto del podio lasciandosi alle spalle Russia e Belgio. La Campana vince la medaglia d'argento nel concorso individuale dietro solo a Dar'ja Spiridonova. Si qualifica inoltre per la finale a parallele con il sesto punteggio e a trave con il quarto. Vince la medaglia di bronzo alle parallele asimmetriche.

### 2015: Serie A1; Trofeo 4 Nazioni; Giochi Europei di Baku; Assoluti di Torino
La Campana compete nella prima tappa di Serie A1 di Ancona con la Ginnastica Artistica 81 insieme a Federica Macrì e Tea Ugrin. Con il punteggio di 13.900 alle parallele asimmetriche, contribuisce al secondo posto della squadra dietro solo alla Brixia Brescia. Nella seconda tappa di Serie A1 a Milano, la Campana gareggia alle parallele asimmetriche e, nonostante una caduta, la squadra conferma il secondo posto di Ancona.
Nella terza tappa di Serie A1 a Firenze, la Campana torna ad esibirsi anche alla trave (13.600) oltre che alle parallele (13.650). Contribuisce così al terzo posto della squadra. 
Nella quarta ed ultima tappa di Serie A1 a Rimini, la Campana torna ad esibirsi sul giro completo dei quattro attrezzi. Contribuisce al secondo posto della squadra sia di giornata che nel Campionato, dietro solo alla Brixia Brescia. Individualmente la Campana è la quarta migliore di giornata nel concorso generale e la terza alla trave (14.650). 
Viene ufficializzata la convocazione della Campana per i Giochi Olimpici Europei di Baku. Con lei Tea Ugrin e Alessia Leolini.
Il 30 maggio compete con la squadra italiana al Trofeo 4 Nazioni di Torino. La squadra italiana vince la medaglia d'argento dietro alla Russia. Individualmente, la Campana è la quarta migliore atleta di giornata sui quattro attrezzi, prima fra le italiane.
Viene scelta per rappresentare l'Italia alla prima edizione dei Giochi Europei a Baku con Alessia Leolini e Tea Ugrin. A Baku aiuta la squadra italiana a classificarsi quinta, ma non riesce a qualificarsi per le finali individuali.
La Campana torna in gara per i Campionati Assoluti di Torino. Nella prima giornata di gara ottiene gli ottimi punteggi di 13.600 alla trave e 13.900 alle parallele, i suoi attrezzi di punta, qualificandosi così per entrambe le finali ad attrezzo. Nella seconda giornata di gara, vince la medaglia d'argento alle parallele con il punteggio di 14,000. Diventa così vicampionessa italiana dietro solo a Martina Rizzelli. Alla trave porta un esercizio semplificato per precauzione e chiude in sesta posizione.

### 2016: Serie A1; IX Trofeo Città di Jesolo; Test Event di Rio; Assoluti
La stagione si apre con la prima tappa di Serie A1 a Rimini. La Campana gareggia con la Ginnastica Artistica 81 insieme a Federica Macrì e Tea Ugrin. La squadra arriva al quinto posto. Individualmente, Giorgia ottiene 13.950 al volteggio e 13.700 alle parallele.
Nella seconda tappa di Serie A1 la Campana si presenta con una forma decisamente migliore. Ottiene 13.900 alle parallele, 13.950 alla trave, 13.500 al corpo libero, 13.700 al volteggio. Contribuisce così al secondo posto della squadra, a solo mezzo decimo di punto dalla Brixia Brescia prima classificata.
Partecipa con la Nazionale al Trofeo Città di Jesolo, dove contribuisce al terzo posto della squadra dietro a Stati Uniti e Brasile. Partecipa anche alla finale al corpo libero, chiudendo al settimo posto.
Nella terza tappa di Serie A1 guida la Ginnastica Artistica 81 al secondo posto dietro solo alla Brixia Brescia. Individualmente è la miglior atleta di giornata con un punteggio complessivo di 55.750. Ottiene anche il secondo miglior punteggio di giornata alle parallele asimmetriche (14.100) e il terzo alla trave (14.100).
Viene scelta per rappresentare l'Italia insieme a Lara Mori al Test Event di Rio de Janeiro. Conduce una buona gara (13,600; 13.766; 13.766; 12.883) e chiude con il punteggio complessivo di 53.965.
Nel mese di luglio partecipa ai Campionati Nazionali assoluti, classificandosi sesta nel concorso individuale.
Nel mese di settembre viene ammessa al corso di Laurea in Scienze Motorie e Sportive dell'Università degli Studi di Roma "Foro Italico" con il secondo miglior punteggio nazionale.

### 2017: il ritiro
A inizio 2017 annuncia il suo ritiro dall'attività agonistica per dedicarsi alla carriera di allenatrice.